# Emil Turdeanu
Emil Turdeanu (* 10. November 1911 in Șibot; † 14. Januar 2001 in Fresnes, Département Val-de-Marne) war ein rumänischer Romanist, Rumänist und Mediävist, der in Frankreich wirkte.

## Leben und Werk
Turdeanu studierte in Bukarest, Fontenay-aux-Roses (1935–1937), Paris und Belgrad. Er wurde 1943 von Nicolae Cartojan in Bukarest promoviert mit der Arbeit Manuscrise slave din timpul lui Ștefan cel Mare (in: Cercetări literare. 5, 1943, S. 99–240; in: Oameni și cărți de altădată. 1, Bukarest 1997, S. 25–167) und wurde 1947 in Paris an der École pratique des hautes études promoviert mit der Arbeit La littérature bulgare du XIVe siècle et sa diffusion dans les pays roumains (Paris 1947, 1957). Von 1948 bis 1977 war er Forscher am Centre national de la recherche scientifique und lehrte gleichzeitig Rumänisch an der Sorbonne (bis 1972). Von 1977 bis 1983 lehrte er noch Rumänisch an der Universität La Sapienza in Rom.
Turdeanu war Herausgeber der Zeitschriften Revue des études roumaines (1953–1965) und Ființa românească.
Turdeanu war Ehrendoktor der Universität Bukarest (1993) und Ehrenmitglied der Rumänischen Akademie (1994).

## Schriften (Auswahl)
- (Hrsg.) Apocryphes slaves et roumains de l’Ancien Testament. Leiden 1981
- Etudes de littérature roumaine et d'écrits slaves et grecs des principautés roumaines. Leiden 1985
- Modern Romania. The Achievement of National Unity 1914-1920. Hrsg. von Nicholas Timiras. Los Angeles 1988
- mit Laetitia Turdeanu–Cartojan: Studii și articole literare. Scrieri din țară și din exil. Hrsg. von Mircea Anghelescu. Bukarest 1995